# Північний Вахарай
Грама Ніладхарі Північний Вахарай (№ 212A) — Грама Ніладхарі підрозділу ОС Північний Коралай-Патту, округ Баттікалоа, Східна провінція, Шрі-Ланка.

## Демографія
| Населення (2007) | Населення (2007) | Населення (2007) | Населення (2007) | Населення (2007) |
| Населення        | Чоловіки         | Жінки            | Діти             | Дорослі          |
| ---------------- | ---------------- | ---------------- | ---------------- | ---------------- |
| 1758             | 841              | 917              | 687              | 1071             |